# Quimeras y verdades en la historia
Quimeras y verdades en la historia es una monografía de ensayos del historiador mexicano Carlos Pereyra publicado en 1945 por la histórica editorial madrileña M. Aguilar.
Dentro de la consabida tarea de Pereyra de investigar la historia de España, sus obras y las mentiras vertidas sobre esta; en este volumen, a lo largo de 45 ensayos, retoma hechos de la historia de España y de otras naciones. Plantea los debates abiertos sobre algunas cuestiones, como el carácter innovador de la Carta Magna, y refuta la obra de algunos historiadores como Martin Hume o critica algunos aspectos concretos como las de Víctor Andrés Balaúnde. De igual modo al principio de la obra plantea algunas reflexiones sobre el proceder de la historia y, en especial, de los historiadores.
Se trata de una obra poco explorada pero que se puede considerar pionera contra la leyenda negra o el antiespañolismo. Cabe destacar que en ningún momento Pereyra emplea el concepto leyenda negra, si bien sí que da uso al de hispanofobia para calificar el trabajo de ciertos autores.
- Datos: Q55229824